# Johannes Zange
Johannes Carl August Eduard Zange (* 12. Dezember 1880 in Elberfeld; † 10. März 1969 in Jena) war ein deutscher HNO-Arzt, Hochschullehrer und Klinikleiter an der Universität Jena.

## Leben

### Herkunft, Studium und wissenschaftliche Laufbahn
Johannes Zange war der Sohn des Pädagogen Friedrich Zange und dessen Ehefrau Anna, geborene Michaelis. Er absolvierte nach dem Ende seiner Schullaufbahn am Königlichen Gymnasium Erfurt ein Medizinstudium an den Universitäten Freiburg, Gießen, Göttingen sowie Halle, das er mit dem Staatsexamen 1907 abschloss. Zange wurde 1908 zum Dr. med. promoviert.
Seine Assistenzarztzeit verbrachte er in Magdeburg, Halle und Hamburg. Danach folgte seine Facharztausbildung zum HNO-Arzt in Halle, Straßburg (bei Paul Manasse) und Jena (bei Karl Wittmaack). Nach seiner 1913 erfolgten Habilitation an der Universität Jena wirkte er dort zunächst als Privatdozent. Während des Ersten Weltkrieges war er Kriegsteilnehmer.
Ab 1919 wirkte er in Jena als außerordentlicher Professor. 1922 wurde er als ordentlicher Professor für Medizin an die Universität Graz berufen und leitete dort als Direktor auch die Ohren-Nasen-Halsklinik der Universität. Zange kehrte 1931 als Ordinarius für Hals-, Nasen und Ohrenheilkunde an die Universität Jena zurück und wirkte dort bis zum Eintritt in den Ruhestand 1955. Zudem stand er als Direktor der HNO-Klinik in Jena vor, die er nach seiner Emeritierung noch kommissarisch bis 1957 leitete.

### Zeit des Nationalsozialismus und Nachkriegszeit
Mit Beginn der Zeit des Nationalsozialismus gehörte Zange zu jenen Medizinern, welche die rassenhygienischen Maßnahmen der NS-Machthaber akzeptierten, so nahm er in Thüringen an den rassenpolitischen Schulungen der Staatsschule für Führertum und Politik teil und fungierte auch als stellvertretender Richter am Erbgesundheitsgericht in Jena. In die NSDAP trat er 1938 ein. Nach der Befreiung vom Nationalsozialismus konnte Zange in der SBZ beziehungsweise später DDR seine wissenschaftliche Karriere problemlos fortsetzen.

### Forschung
Zange machte sich „um die Entwicklung der Chirurgie und Strahlenbehandlung bösartiger Tumoren der Nasennebenhöhlen und des Kehlkopfes (Zange-Lidrandschnitt)“ verdient. Er war Autor wissenschaftlicher Veröffentlichungen.

### Ehrungen
- 1951: Verdienter Arzt des Volkes[4]
- 1932: Mitglied der Leopoldina[2]
- 1955: Korrespondierendes Mitglied der Akademie der Wissenschaften der DDR[2]

## Schriften (Auswahl)
- Die Bedeutung des Atoxyls für die Behandlung der Syphilis, Nietschmann, Halle/Saale 1908 (medizinische Dissertation an der Universität Halle)
- Die Entstehung der tympanogenen Labyrinthitis: Aus der otolaryngol. Universitätskliniken zu Jena und Straßburg, Bergmann, Wiesbaden 1913 (Medizinische Habilitationsschrift an der Universität Jena)
- Pathologische Anatomie und ihre Physiologie der mittelohrentspringenden Labyrinthentzündungen: Als Grundlage d. Klinik zugleich e. kurze Klinik dieser Erkrankungen, Bergmann, Wiesbaden 1919 (=Die Ohrenheilkunde der Gegenwart und ihre Grenzgebiete: Nr. 10)
- Rhinologische und plastische Operationen auf Grenzgebieten mit der Ophthalmologie und Chirurgie, Thieme, Leipzig 1950, zusammen mit: K. Schuchardt. Mit e. Beitr. von W. Kindler (=Ophthalmologische Operationslehre; Lfg. 4)